# Манојло Анема
Манојло Анема (грч. Μανουηλ Ανεμας; * 1099; † око 1146/47 или 1148) из породице Анема је био византијски аристократа и војни заповедник, паниперсеваст и пертата и протосеваст цара Јована II Комнина.
Манојло Анема се оженио принцезом Теодором Комнином (* 1116; † 12. мај 1157), трећом ћерком византијског цара Јована II Комнина (1087—1143) и царице Ирине (1088—1134), ћерке краља Ладислава I, угарског краља (1077—1077). 1095). Теодора је била сестра царева Алексија Комнина (1106—1142) и Манојла I Комнина (1118—1180).
Манојло Анема је умро 1148. Византијски писац Теодор Продром († око 1165/70) писао је о њему као о великом војсковођи. Као удовица, Теодора Комнина се замонашила.

## Деца
Манојло Анема и принцеза Теодора Комнин имали су троје деце:
- Алексије Комнин Анема (* око 1131 или око 1133/35; † 1155/57), ожењен Аном Комнин Дука, унуком Исака Комнина и нећаком цара Алексија I Комнина
- ћерка – Комнина Анема (вер. Марија, * око 1133), удата за Јована Анђела, пансеваста севаста 1157/66, сина Михаила Анђела и нећака Константина Анђела († 1166)
- ћерка – Комнина Анема, вероватно мајка Теодоре Комнине († 1186), верена после септембра 1185. за угарског краља Белу III (* 1149; † 23. април 1196.)

Такође вероватно отац:
- ћерка – (вер. Ирена, * око 1132), удата за Андроника Лапарда († 1183/1184)
- Евдокија (* око 1142), удата за Теодора Стипејота (* око 1110/1120), који је постао главни министар  цара Манојла I Комнина.